# Valle del Bove
Valle del Bove este o arie protejată (arie specială de conservare — SAC, sit de importanță comunitară — SCI, arie de protecție specială avifaunistică — SPA) din Italia întinsă pe o suprafață de 3.101 ha, integral pe uscat.

## Localizare
Centrul sitului Valle del Bove este situat la coordonatele 37°43′34″N 15°02′21″E / 37.726111°N 15.039167°E.

## Înființare
Situl Valle del Bove a fost declarat sit de importanță comunitară în septembrie 1995 pentru a proteja 7 specii de animale. Alte tipuri de protecție:
- arie de protecție specială avifaunistică (în decembrie 1998)[3]
- arie specială de conservare (în martie 2017)[2][4][5]

## Biodiversitate
Situată în ecoregiunea mediteraneană, aria protejată conține 9 habitate naturale: Păduri de Quercus ilex și Quercus rotundifolia, Grohotișuri termofile și vest-mediteraneene, Pante stâncoase silicioase cu vegetație casmofită, Păduri de fag din Apenini cu Taxus și Ilex, Lande oro-mediteraneene cu formațiuni endemice de grozamă, Câmpuri de lavă și excavații naturale, Păduri de Castanea sativa, Păduri de pin (sub-) mediteraneene cu pini negri endemici, Păduri de stejar alb estice.
La baza desemnării sitului se află mai multe specii protejate de  păsări (7): Alectoris graeca whitakeri, acvilă de munte (Aquila chrysaetos), erete de stuf (Circus aeruginosus), șoim călător (Falco peregrinus), ciocârlie de pădure (Lullula arborea), vultur egiptean (Neophron percnopterus), viespar (Pernis apivorus)
Pe lângă speciile protejate, pe teritoriul sitului au mai fost identificate 16 specii de plante, 4 specii de păsări, 1 specie de amfibieni, 3 specii de mamifere, 15 specii de nevertebrate, 6 specii de reptile.